# Peter Stockinger (Semiotiker)
Peter Stockinger (* 1956 in Lambach/Oberösterreich) ist ein österreichischer Semiotiker.

## Biographie
Er ist seit 1990 Professor für Kognitive Semantik, Kultursemiotik, Diskurssemiotik sowie Semiotik und Neue Medien am Institut national des langues et civilisations orientales (INALCO) in Paris und steht seit 1991 dem Forschungsteam Kognitive Semiotik und Neue Medien (Équipe Sémiotique Cognitive et Nouveaux Médias - ESCoM) an der Fondation Maison des Sciences de l’Homme (FMSH) in Paris vor.
1985 wurde Stockinger für seine Arbeit auf dem Gebiet der Kommunikationswissenschaften und Semiotik mit der Bronzemedaille des Centre national de la recherche scientifique (CNRS) ausgezeichnet.

## Veröffentlichungen
- Les sites web. Procédures de description, d’évaluation et de conception. Hermes Science Publications, Paris 2005.
- Le document audiovisuel. Description et exploitations pratiques. Hermes Science Publications, Paris 2003.
- Traitement et contrôle de l’information. Perspectives sémiotiques et textuelles. Hermes Science Publications, Paris 2001.
- Les nouveaux produits d’information. Conception et sémiotique du document. Hermes Science Publications, Paris 1999, ISBN 2-746-20011-2
- Semiotik. Beitrag zu einer Theorie der Bedeutung. Akademischer Verlag Heinz, Stuttgart 1983.